# Diadelia x-fasciata
Diadelia x-fasciata là một loài bọ cánh cứng trong họ Cerambycidae.